# Kolemczyce
Kolemczyce – wieś w Polsce położona w województwie lubelskim, w powiecie chełmskim, w gminie Dorohusk.

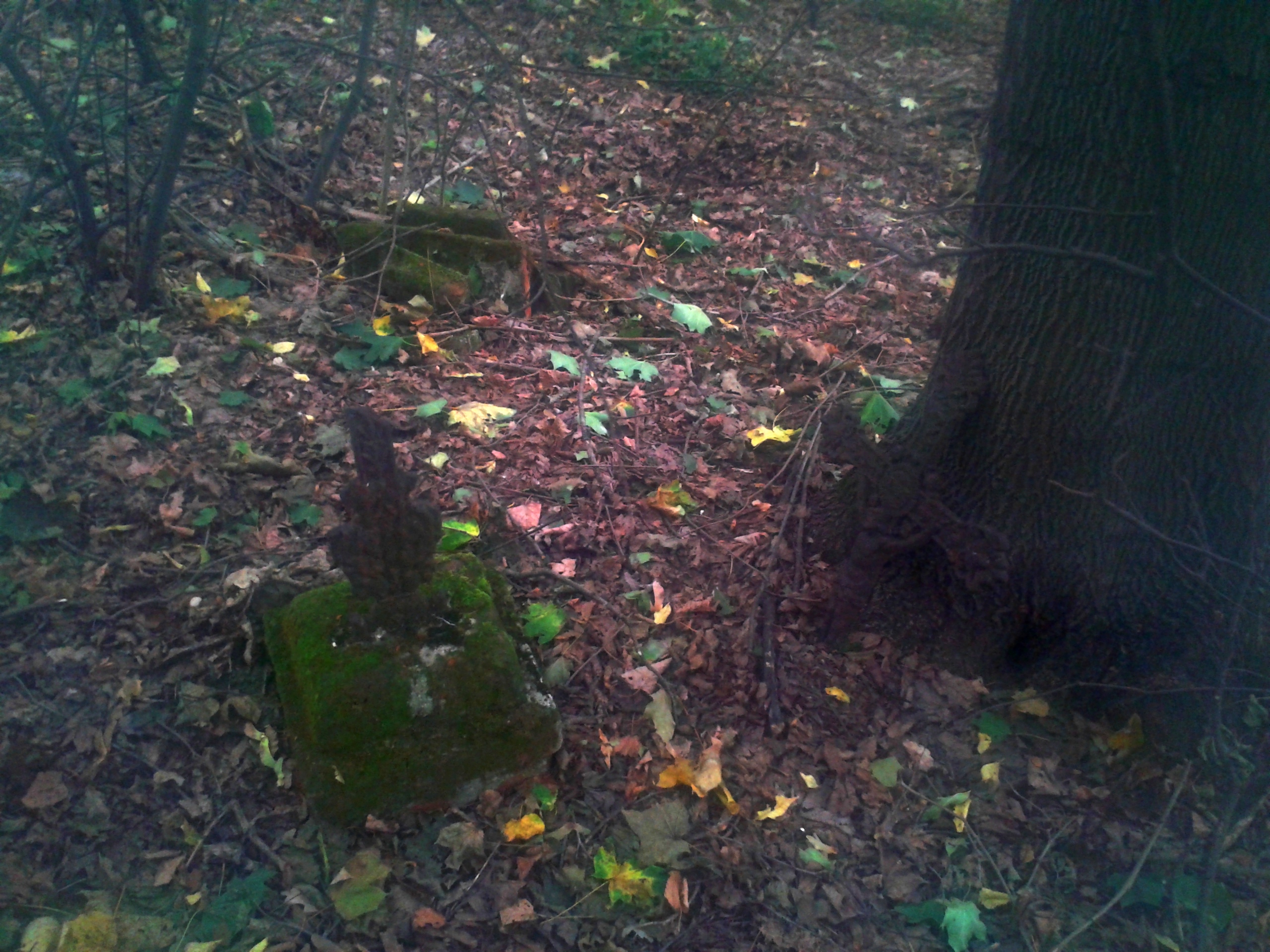
Jeden z ostatnich nagrobków cmentarzu prawosławnym

W latach 1975–1998 miejscowość administracyjnie należała do województwa chełmskiego. 
Wieś wchodzi w skład sołectwa Ladeniska, Mościska, Kolemczyce. Według Narodowego Spisu Powszechnego z roku 2011 wieś liczyła 13 mieszkańców i była najmniejszą co do liczby ludności miejscowością gminy.
Wierni Kościoła rzymskokatolickiego należą do parafii Trójcy Przenajświętszej w Dubience.

## Historia
Pierwsza wzmianka o cerkwi prawosławnej pochodzi z 1620 r. W XIX wieku w Kolemczycach przeważała ludność wyznania unickiego, która w 1875 została przymusowo włączona do Rosyjskiego Kościoła Prawosławnego. We wsi co najmniej od I poł. XIX w. działała unicka, a następnie prawosławna cerkiew. Została ona zamknięta w 1915, gdy prawosławna ludność udała się na bieżeństwo, pozostawała nieczynna (z powodu braku zgody polskich władz na działalność placówki duszpasterskiej) w dwudziestoleciu międzywojennym, zaś w czasie akcji rewindykacyjnej w 1938 została zburzona. W Kolemczycach znajduje się również zrujnowany cmentarz prawosławny.